# Lara Gut-Behrami
Lara Gut-Behrami (født 27. april 1991) er en schweizisk alpin skiløber, der konkurrerer i alle discipliner og har specialiseret sig i downhill og super-G. Hun vandt guldmedaljen i Super-G-begivenheden ved Vinter-OL 2022 i Beijing.